# Зорин, Михаил Петрович
Михаи́л Петро́вич Зо́рин (16 сентября 1923, Бережки, Кировская область, СССР — 20 февраля 2022, Санкт-Петербург, Россия) — советский военнослужащий, участник Великой Отечественной войны, ефрейтор, участник боёв на Невском пятачке. Главный герой фильма «Михаил Зорин. Жизнь продолжается!», вышедшего в 2020 году.

## Биография

### Ранние годы
Михаил Зорин родился 16 сентября 1923 года в деревне Бережки Кировской области (по другим сведениям в Москве). В 1930-х годах семья переехала в Ленинград, где Михаил окончил школу и начал свой трудовой путь на машиностроительном заводе № 7 имени М. В. Фрунзе. В числе прочего работая на заводе он принимал участие в пристрелке оружия. На начало 1941 года семья Зориных проживала в Ленинграде на улице Чайковского.

### Великая Отечественная война
С началом Великой Отечественной войны Михаил Зорин, несмотря на наличие брони, записался добровольцем на фронт, прибавив себе в метрике 1 год (на момент призыва ему оставалось несколько месяцев до 18-летия) и 1 июля 1941 года был призван и зачислен ополченцем в 95 отдельную роту связи 86-й стрелковой дивизии. Рота связи была прикомандирована к 330-му стрелковому полку и с 24 сентября вместе со всей дивизией действовала в районе Усть-Тосно. В конце октября в рамках попытки деблокирования осаждённого Ленинграда дивизия была переброшена на Невский пятачок.
9 февраля 1942 года в ходе боёв на Невском пятачке Зорин получил тяжёлое ранение в шею. По рассказу самого Михаила Петровича, произошло это рано утром: немецкие снайперы стали стрелять по банкам, висевшим на проволочном заграждении, для имитации наступления. Когда советские солдаты стали выскакивать из землянок, снайперы открыли по ним огонь. После ранения Зорин был эвакуирован в госпиталь, располагавшийся в Янино, а через полтора месяца вернулся в своё подразделение. Ещё одно ранение, на этот раз лёгкое, настигло его 9 сентября того же года. В этом же полку воевал Владимир Спиридонович Путин — отец Владимира Владимировича Путина. По утверждению некоторых источников, однополчане были знакомы и даже встречались после войны. В январе 1943 года он в составе подразделения принимал участие в прорыве, а годом позже — в освобождении Ленинграда от блокады.
Михаил Зорин участвовал в освобождении Пскова, Прибалтики, Польши, штурме Кёнигсберга; победу встретил в Восточной Пруссии, на территории, позднее отошедшей Польше.

### Послевоенные годы
Полгода после победы Михаил Зорин оставался в Германии, а после был отправлен в учебный лагерь в Днепропетровске, откуда попал в Харьков в часть, присланную в помощь местной милиции и задействованную в ликвидации банд. Он оставался в рядах вооружённых сил до 1948 года. После демобилизации вернулся в Ленинград, трудился в типографии и различных торговых предприятиях города, общий трудовой стаж Михаила Петровича — более 40 лет. Свободное время он посвящал патриотической работе, в том числе с молодёжью.
В 2020 году вышел документальный фильм о Михаиле Зорине «Михаил Зорин. Жизнь продолжается!». Режиссёром картины стал Пётр Корягин. Премьерный показ состоялся на Московском международном кинофестивале 4 октября, а для широкого круга зрителей состоялась 17 сентября 2021 года.
Скончался М. П. Зорин 20 февраля 2022 года.

## Награды
Михаил Зорин удостоился нескольких государственных наград:
- Орден Отечественной войны I степени (6 апреля 1985 года);
- Медаль «За отвагу» (15 мая 1945 года);
- Медаль «За боевые заслуги» (5 мая 1944 года);
- Медаль «За оборону Ленинграда» (22 декабря 1942 года);
- Медаль «За взятие Кенигсберга» (9 июня 1945 года);
- Медаль «Ветеран труда»;
- Медаль «За победу над Германией» и юбилейные награды.